# 오혜리
오혜리(吳慧悧, 1988년 4월 30일 ~ )는 대한민국의 태권도 선수이다. 2011년 세계 선수권 대회 여자 -73kg급 (미들급) 준우승과 2015년 세계 선수권 대회 여자 -73kg급 (미들급)에서 우승을 차지하였고 2016년 하계 올림픽에도 출전했다. 2016년 리우올림픽 태권도 여자 -67kg급 (웰터급) 결승전에서 세계랭킹 1위 프랑스의 아비 니아레를 꺾고 금메달을 획득하였다. 은퇴 후 한국체육대학교 체육학과 교수로 임용되어 재직 중이다. 2024년 올림픽에 대한민국 대표팀 코치를 하였다.

## 학력
- 노암초등학교 졸업
- 관동중학교 졸업
- 강원체육고등학교 졸업
- 한국체육대학교 체육학 학사 (07 학번)
- 한국체육대학교 대학원 체육학 석사
- 차의과학대학교 대학원 스포츠의학 박사

## 기록

### 국제 대회
올림픽
| 올림픽 대회         | 날짜            | 세부 종목 | 순위 |
| ------------------- | --------------- | --------- | ---- |
| 2016 리우데자네이루 | 2016년 8월 20일 | -66kg     |      |

세계 태권도 선수권 대회
| 대회            | 날짜            | 세부 종목 | 순위 |
| --------------- | --------------- | --------- | ---- |
| 2011 경주       | 2011년 5월 6일  | -73kg     |      |
| 2015 첼랴빈스크 | 2015년 5월 17일 | -73kg     |      |
| 2017 무주       | 2017년 6월 29일 | -73kg     |      |

### 국내 대회
전국체육대회
- 2006 - 2위(-67kg급)
- 2008 - 3위(-73kg급)
- 2009 - 2위(-73kg급)
- 2010 - 1위(-73kg급)
- 2011 - 1위(-73kg급)
- 2012 - 1위(-73kg급)
- 2013 - 2위(-73kg급)